# チョ・スンヒ
チョ・スンヒ（英: Seung-Hui Cho、朝: 조승희、1984年1月18日 - 2007年4月16日）は、バージニア工科大学銃乱射事件の犯人である。
在米韓国人であり、2007年4月16日に半自動拳銃を用いて32人を殺害、17人を負傷させた。同事件はアメリカ合衆国におけるスクールシューティング事件としてもっとも多くの死者を出したものであり、当時としては単独犯による銃撃事件、および銃乱射事件として最悪のものでもあった。学部4年生であったチョは、何重にも鎖錠されたバージニア工科大学ノリス・ホールの扉を警察が突破したところで自決した。
大韓民国で誕生したチョは、家族とともに8歳でアメリカ合衆国への移民となり、大韓民国民として米国永住権を得た。犯行当時、彼は合法外国人居住者(resident legal alien)であった。中学生のとき、場面緘黙症をともなう重度の不安障害およびうつ病であると診断された。診断後、治療を開始し、高校3年生まで治療と特別支援教育を受け続けたが、この間彼はいじめ被害にも遭っていた。バージニア工科大学では、暴力的な内容の劇や作文を執筆するといった異常な言動により、講師や同級生の懸案事項となっていた。
事件後、バージニア州知事のティム・ケインは各方面の職員および有識者を招集し、同銃乱射事件への対処および対応を評価する小委員会を開催した。調査委員会は2007年8月に最終報告書を提出し、チョの問題ずくめの人生を20ページにわたって詳説した。同報告書において、委員会は、大学時代にチョと関係を持った教育および精神保健の専門家が、彼の病状悪化に気づき、手助けすることができなかった手落ちを批判している。また、アメリカ合衆国のプライバシー法の誤解釈および、バージニア州の銃規制法と精神保健システムの間に連携が存在しなかったことも問題視している。さらに、大学当局がエミリー・J・ヒルシャーとライアン・C・”スタック”・クラークの殺害事件に即座に対応できなかったことを問責している。しかし、報告書は「情緒および心理上の障害により、彼の立場は疑いなく不透明なものとなっていた」としながらも、銃乱射事件の最終責任はそれでもなおチョに帰属することを認めた。

## 生い立ちと教育
チョは1984年1月18日、大韓民国忠清南道牙山市で誕生した。米国に移民する前、チョと家族はソウルの半地下アパートで数年間生活した。チョの父親は自営業者で、書店を経営していたが、収入はわずかであった。3人の子供により良い教育および機会を与えるため、チョの父親は1992年9月にアメリカに移民した。このときスンヒは8歳だった。家族は当初デトロイトに住んだが、のちにワシントン都市圏に移り住む。米国最大の韓国人居住地のひとつ(ワシントンD.C.におけるコリアン)があることを知ったためである。チョ一家はワシントンDCの西側、バージニア州フェアファクス郡の非法人地域であるセンタービルに移住した。チョの父親と母親はドライクリーニング業を営んだ。センタービルにて、彼らは大韓民国民として米国永住権を取得した。チョと家族は地域の教会員になったが、記録によれば彼は「両親の強いキリスト教信仰に反発していた」という。

### 子供時代のふるまいと家族の心配
韓国にのこったチョの類縁者のなかには、彼の子供時代のふるまいを心配する者もいた。チョの親類は、彼がめったに喋ったり、感情を露わにしようとしなかったと言い、彼が場面緘黙症や精神障害なのではないかと考えていた。2007年8月30日のABCニュース『ナイトライン』では、チョの祖父が、彼の幼少期の行動に懸念を持っていたと語った。チョはめったに目を合わせようとせず、「おじいちゃん」と呼んでくれることもなかった。また、自分を抱きしめてくれるようなこともなかったという。

### 学校でのふるまい

#### 小学校
チョはフェアファックス郡の非法人地域である小さな町、シャンティにあるポピュラー・ツリー小学校に通った。当時の近隣住民は、チョはアメリカに来た当初、「学校から帰ってくるたびに泣いていて、『学校に行きたくない』と癇癪を起こしていた」と証言している。小学5年生の時チョと同級生になったある人物によれば、彼は小学校の3年ぶんの課程を1.5年で修了し、教師に模範的な生徒と称されていた。チョは他の生徒から嫌われてはいなかった。

#### 中学校および高校
チョはフェアファクス郡の2つの中等教育学校に通った。センタービルのオーモンド・ストーン中学校とシャンティのウェストフィールド高校である。
8年生までに、チョは場面緘黙症の診断を受けている。これは、特定の場面や、特定個人の前では発話することができなくなるという社会不安障害である。彼は内気さと、会話する際の奇妙な身振り、少なくとも一回はエスニシティから、高校ではいじめを受けていた。当時のクラスメイトのひとりは、チョはいつもひとりで、教師や他の生徒にグループに誘われても、興味を示さないように見えたという。
1999年、チョが9年生のとき、コロンバイン高校銃乱射事件が全世界的なニュースとして報道された。チョはこの事件に釘付けになったとされ、主犯のエリック・ハリスとダイラン・クレボルドを偶像視した。チョは学校の課題で「第二のコロンバインになりたい」と記していた。学校はチョの姉妹に連絡し、このことは両親に伝わった。チョは精神科に送られた。チョは2003年にウェストフィールド高校を卒業した。

### 場面緘黙症の診断と自閉症の疑い
チョは場面緘黙症であると診断された。バージニア工科大学の委員会報告書によれば、これは2007年8月、8年生の春のことであった。両親は、彼のために投薬および心理療法を求めた。高校では、彼は「情緒障害」という区分のもとで特殊教育を受けた。口頭発表やクラスでの会話は免除され、言語聴覚療法を受けることになった。その後、3年生の終わりまで、精神科の治療を受けた。
チョの家族ふたりとその友人ひとりによれば、彼の緘黙は自閉症に起因するものであったという。しかし、チョが自閉症の診断を受けたという既知の記録は残っていない。バージニア工科大学の報告書によれば、チョの高校は彼が受けた自閉症の診断を無視したという。場面緘黙症を熟知するある臨床心理士は、チョの映るビデオを閲覧し、「彼は人に話しかける能力を有しており、ゆえに自閉症とはいえない」と述べた。The Journal of Psychologyの2017年の論文は、「チョがアスペルガー症候群であったとする強いエビデンスが存在する」と記述する。
問題に対処するため、チョの両親は彼を教会にも連れて行った。センタービル韓国長老派教会の牧師によれば、彼は聖書を理解する頭の良い生徒であったが、完全な文章を口にするところを一度も観たことがなかったという。また、牧師はチョに自閉症の疑いがあると、彼の母親が語ったことを記憶していた。
連邦法により、高校の職員がチョ本人の許可なく障害や治療に関する記録を開示することは禁じられていた。ウェストフィールド高校は、バージニア工科大学に彼の言語や不安に関する問題を開示しなかった。

## 大学でのチョ・スンヒ

### 基本情報
チョがバージニア工科大学で学部1年生であった2003年に、チョは経営情報専攻(Business Information Technology major)に登録していた。しかし、チョは作家になりたいと考えていたため、学部4年までにチョは英文学(English major)を専攻するようになった。事件の際には、チョは5人のルームメイトとともにハーパー・ホールの3ベッドルーム・スイートで暮らしていた。

### 大学教員との関係
2005年秋に詩の講義でチョに教えていたニッキ・ジョヴァンニは、チョの振る舞いが「脅迫的で危険」であったために、彼を講義から排除したという。彼女はチョを「意地悪な性格」であると回想し、また彼の作品は「威圧的」であったと説明した。ジョヴァンニは、チョが講義でサングラスをつけており、彼女がチョを講義のディスカッションに参加させようと試みたときも、彼は黙り続けていたと報告した。ジョヴァンニの講義において、チョは机の下から女子学生の脚を撮影することと、暴力的でわいせつな詩を書くことにより女子学生を威圧していた。2005年の秋にジョヴァンニは当時の専攻長であったルシンダ・ロイに、ジョヴァンニが「チョを教え続けるのであれば、辞任したいと考えている」ことを伝えた。その後、ロイはチョを講義から排除した。
ロイは、チョの作品がとても不穏な内容であるとわかったため、彼女は警察や大学当局に助けを求めたという。しかし、チョがいかなる明確な脅威となりえていないことから、警察が対応することは困難であった、とロイはいう。銃乱射事件が報じられた後に、ジョヴァンニは「それが起きたとき、私は誰がやったのかがおそらくわかった」そして、「もしそうでなければ、ショックを受けていただろう」と述べた。ロイは事件の前年に詩への入門という講義を教えていた。彼女は彼を「実にひどく傲慢で、きわめて不快になりうる存在であり、また、ひどく不安定であるように見えた。」と説明し、彼女は彼に幾度なくカウンセリングを受けるよう促したという。彼女曰く、チョは講義において発言することを拒否し、携帯電話で彼女の写真を撮っていたという。ロイがチョの振る舞いと彼の作品のテーマに懸念を抱いた後、彼女は彼と1対1で話し合うことを始めた。しかし、彼女はすぐに彼女自身の安全を懸念するようになり、彼女の助手に対して、助手に警備員を呼ぶように警告するために、彼女が亡くなった教授の名前をドゥレス・コード（危険を知らせる暗号）として用いると話したという。ロイが当局にチョの振る舞いを通報した後に、彼女はチョにカウンセリングを受けるよう促したが、しかし、彼女の知るところでは、チョは一度もその依頼に従わなかった。ロイはチョを「並外れて孤独」であるように見えると説明し、チョが「私に一度、自分は孤独で友達がいないと話した」と述べた。
他の教授らもチョの不穏な行動をよく知っており、チョにカウンセリングを受けるよう促していた。教授の中には、チョが精神的な問題を抱えていたことが報じられ、警察によって開示されるまで、そのことを知らなかった者もいた。これは後に、「情報にアクセスできなかった」ためか、「権限がなく、開示されていなかった」でためであると推測された。

### 他の学生との関係
チョはバージニア工科大学の1年生の間、周囲に溶け込もうとしたというが、最終学年では彼は非常に孤立していた。ルームメイトは彼を何度かパーティに連れて行ったが、彼はいつも部屋の隅に座っていたという。一度、ルームメイトが皆女子学生の部屋に行ってしまった時、チョはカーペットを小型のナイフで刺しだしたという。それ以来ルームメイトは彼をパーティに誘わなくなった。
同級生らはチョを「誰かが彼に挨拶をしてもいつも何も返さない」「寡黙な」人であると説明している。学生であるジュリー・プールは前年の文学の講義の初日を思い出し、チョが出席確認シートに名前の代わりにクエスチョン・マークだけを書いていることを教授が見つけたことを話し、そのために「私たちは本当に彼をクエスチョン・マークの子だとしか知らなかった」と述べた。
チョと寄宿舎のスイートを共用していたカラン・グレウォールとジョセフ・オーストは、チョは引きこもりがちであり、互いに交流することを避けていたと報告した。二人のルームメイトはともにチョには「ジェリー」と名付けた想像上の彼女がいたと主張している。オーストは「最後の数週間」の間、彼はチョの睡眠スケジュールが普段通りでなくなっていることに気づいたという。2005年から2006年の間に、コクラン・ホールでチョと部屋を一度共有していたアンディ・クックとジョン・エイドは、彼らも想像上の彼女の存在をよく知っていたという。クックは、チョが、パーティでのアルコールの影響下において、「ジェリー」は宇宙に住むスーパーモデルだと説明したと主張している。
クックは他の不穏な振る舞いの事例を説明している。一度、夜更けにチョが部屋の戸口に、クックの写真を撮りながら立っていたという。チョは、携帯電話でクックに「チョの兄弟、『クエスチョン・マーク（チョが女子に自己紹介するときの別の名前であったという）』と嫌がらせの電話を繰り返し掛けた。クックとエイドはチョの持ち物を確認し、ポケットナイフを見つけたが、他に特に脅迫的と思われる道具は見つからなかった。また、クックは感謝祭の休暇の間にノースカロライナ州で受けたチョからの電話についても説明した。チョは感謝祭の休暇を「ウラジーミル・プーチンの休暇」と主張していたという。クックとエイドは、はじめはチョと友達になろうと試みたが、だんだんと彼と話すのをやめ、彼らの友人、とくに女子の同級生に、彼らの部屋に訪れないように伝えたという。ある例では、チョがある女の子の目を見るために彼女の寄宿舎の部屋を訪れ、彼女を怖がらせてしまった、とルームメイトにと言ったという。さらにチョは彼女の目からは「乱交(promiscuity)」だけが見つかったと語った。

#### 女子学生との事件
クックとエイドは、チョが異なる2名の女子学生を巻き込んだ事件に関与していると述べた。その結果チョはバージニア工科大学の大学警察に口頭で注意を受けたという。2人の学生はチョが彼女らをストーキングしていると感じていたが、告発することはなかった。クックによれば、「クエスチョン・マーク」はチョが女子とネットで話す際の別名であった。クックはチョが彼に携帯で電話をかける際にもクエスチョン・マークの別名を用いていたと話している。クックとエイドは少なくとも2度、チョのネットでの振る舞いに対する女子らの苦情についての捜査のために、警察が彼らの部屋に来たと述べた。クックによれば、警察の訪問の内1度は、チョの女子学生への嫌がらせと、チョがネット上で自殺について話したことによるもので、警察は夜中にチョやクックの部屋のドアをドンドン叩いてやってきたという。
そのように主張される事件の1件目は2005年の11月27日に発生した。女子学生は大学警察を呼び、チョが彼女に迷惑なメッセージを送っており、そして、予告なしに彼女の部屋を訪れたことを話した。2人の制服を着た大学警察の警察官は、その夜遅くに寄宿舎のチョの部屋を訪れ、その学生に二度と接触しないように警告した。チョはその指示に従ったという。
主張される2件目の事件は2005年の12月13日に表面化した。その日より以前、チョはクックの友人にAOL Instant Messenger (AIM) を経由して連絡を取り、彼女のドアボードにシェイクスピアの戯曲であるロミオとジュリエットの1節を書いていた。その若い女性は、彼女がクックからAIMで連絡を受け、クックがチョの以前のストーキング事件やチョが統合失調症かもしれないと話すまで、そのドアボードの引用やチョからのAIMのメッセージについて懸念していなかった。その若い女性は大学警察に連絡し、警察はそれ以上の望まれていない接触について再度警告した。
同日遅く、チョはクックにEメールを送り、「私は今すぐ自殺したほうがよさそうだ」と語った。チョの自殺念慮を危惧して、クックは彼の父親に助言を求めて連絡した。両者は大学当局に連絡した。大学警察は寄宿舎に戻り、大学の位置するブラックスバーグのバージニア州精神保健機関であるニュー・リバー・バレー・コミュニティ・サービス局（New River Valley Community Services Board）にチョを護送した。

## 精神鑑定

### 裁判所の命令による精神鑑定
2005年12月13日、チョは警察によってニュー・リバー・バレー・コミュニティ・サービス局（New River Valley Community Services Board）の精神科病院に送致された。同日、チョを診察した医師は、チョが「精神障害であり、入院が必要である」との見解を示した。医師によれば、チョには感情の平板化と抑うつの症状があるとのことであった。医師によれば、チョ本人は自殺願望を否定しており、思考障害は存在しないと主張した。医師は「チョの認知機能と判断力は平常である」としたが、チョは「自己もしくは他者に対する差し迫った危険」があると疑われ、バージニア州モンゴメリー郡の地方裁判所での収容審問を待つ間、バージニア州ラドフォードのキャリオン聖オルバンズ行動保健センターに一時的に収容された 。
2005年12月14日、チョは精神病院から退院した。チョの退院の後、同日のうちに、バージニア州の特別裁判官であるポール・バーネットは、チョが「精神疾患によって、彼自身に差し迫った危険をもたらした」と判決の中で公認し、チョに外来患者としての治療を命じた。しかし、バージニア州の医療制度に欠陥があり「裁判所も大学も、コミュニティ・サービスの職員も裁判官の命令に追随しなかった」ものだったために、チョが命じられていた治療を受けることはなかった。
ニューヨーク・タイムズは、「精神衛生に関わるバージニア州法は銃火器の購入資格を失わせるが、その条文は連邦法と少し異なっていた。バージニア州の裁判所による、州警察への精神衛生の問題による購入資格の失格通知のシステムは、州の独自基準によって執行される。その基準は、州警察に通知されることが保証された2項目で、それは、ある者が『非自発的入院』をしたか、あるいは、『心神喪失』とされているかという項目であった」と説明している。
チョが非自発的な精神病院への入院を命じられなかっために、彼はその後もバージニア州法において合法的に銃を購入する資格を有した。しかし、バージニア州法は「裁判官は、精神障害を抱え、入院や治療を必要とする人物を見つけた場合、留置命令を出す権限を持っている」と定めている。また、裁判官は自身や他者に差し迫った危険となる人物を認定しなくてはならないと定めている。バージニア州政府や他の法律専門家は、アメリカ合衆国の連邦法では、バーネットの命令はチョを「精神的に欠陥を抱えていると公認する」ものであり、これはすなわち、連邦法における銃火器の購入資格を失効させるものであり、バージニア州は連邦法の要件を適切に執行していないという過ちを犯したと論じた。

### 家族の努力
バージニア工科大学銃乱射事件の調査委員会は、早くも思春期ごろからなされた、チョに対する援助を獲得するためにチョの家族が行った数々の努力についても光を当てた。しかしながら、チョが18歳になり、大学生として歩みだす時、家族は彼に対する法的な権限を失い、彼に対する家族の影響力は徐々に弱まっていった。チョの授業での不注意や、学校の欠席数と教室での非社交的な振る舞いをますます懸念していたチョの母親は、2006年の夏の間に、バージニア州北部の様々な教会に彼の助けを求めた。バージニア州ウッドブリッジに位置するワシントン・ワン・マインド長老派教会の教役者であるドン・チョル・リーによれば、チョの母親はその教会にチョの問題の助けを求めたという。リーは加えて、「（チョの）問題は霊力によって解決される必要があった。...その理由は、彼女は私たちの教会に来たからだ。――なぜなら、私たちは彼のような人々を助けてきたからだ」と述べた。リーの教会のメンバーはさらに、チョの母親に「チョは『憑依』されていて解放される必要がある」といったという。しかし、教会が家族に会う前に、チョは学校に戻り、バージニア工科大学での学部4年の生活をスタートさせた。

## バージニア工科大学銃乱射事件
2007年4月16日の東部標準時午前7時15分（世界標準時11時15分）、チョは、エミリー・J・ヒルシャーとライアン・C・”スタック”・クラークの2名の学生を、男女共用で高層建築であった学生寄宿舎であるウエスト・アンブラー・ジョンストン・ホールの4階で殺害した。捜査員らは後に、チョの靴がヒルシャーの部屋の外の廊下で見つかった血の足跡に一致すると判断した。その靴や血に汚れたジーンズは銃撃の後に隠されており、寄宿舎のチョの部屋から見つかった。
最初の銃撃から2時間半以内にチョは武器を再度準備するために彼の部屋に戻り、NBCニュースに画像や動画、文書が含まれた郵便物を送付した。東部標準時午前9時45分（世界標準時13時45分）頃、チョはキャンパスを横切り、キャンパス内の講義棟であるノリス・ホールに移動した。そこで、チョは9分間の間に多数の人々を銃撃し、そのうち30人を殺害した。警察がチョが教員と学生を銃撃している建物のあるエリアを突破したため、チョはノリス・ホールの211号室でこめかみを撃ち自殺した。その銃撃はチョの顔を識別不可能なまでに傷つけたため、遺体から彼の身元が判明するまで数時間要することとなった。警察は銃撃に用いられた銃についた指紋と外国人移住者の記録を照合することで、チョの身元を特定した。事件以前のチョとノリス・ホールの関係は、チョが建物の2階で社会学の講義を受けていたという点しか明らかになっていない。初期の捜査において警察は、チョがノリスホールの銃乱射と前もって起きたウエスト・アンブラー・ジョンストン・ホールでの殺人事件双方の犯人であると積極的に述べなかったが、法科学的調査によって双方の銃撃で用いられた銃が同じであることが確認された。
チョが殺戮を行う光景を見た学生であるトレイ・パーキンスは、チョの殺戮行為について報告しており、チョは「ほんの少しの感情さえも顔に出していなかった」と述べた。

### 犯行の準備
犯行声明によれば、チョは犯行を何度も延期したという。

#### 犯行に用いられた武器

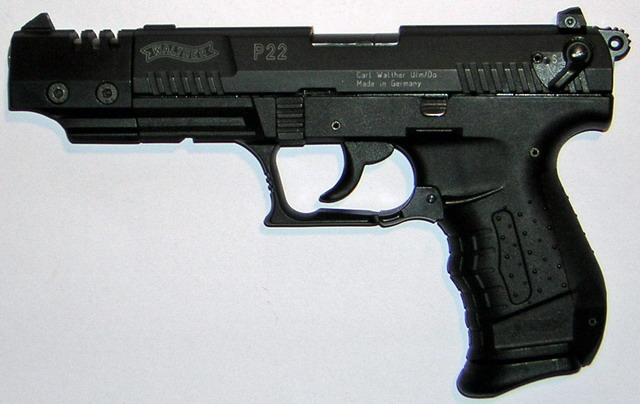
ワルサーP22半自動拳銃

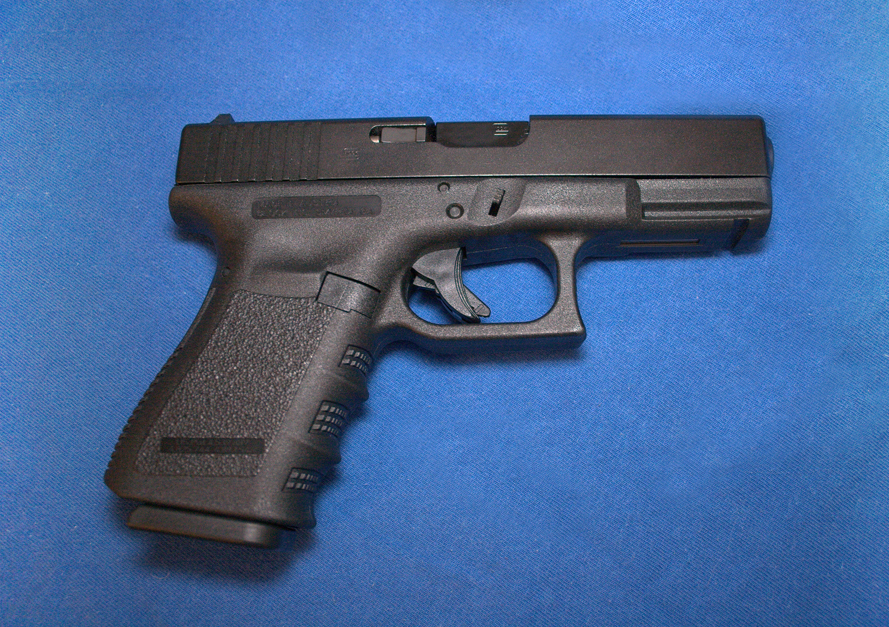
グロック19半自動拳銃

2007年の2月から3月の間に、チョは後に殺戮に用いることになる武器の購入を始めた。2月9日には、チョは彼の1丁めの拳銃となる.22ロングライフル弾に対応したワルサーP22半自動拳銃を、ウィスコンシン州グリーンベイで連邦重火器免許 を得ている販売店であるTGSCOM Inc.から、そのウェブサイトのオペレータをー通じて購入した 。TGSCOM Inc.はワルサーP22をバージニア州ブラックスバーグの「JND Pawnbrokers」に輸送した。その店でチョは、合法に拳銃を購入・所持するために要求される身元調査を完了させていた。3月13日、チョは彼の2丁めの拳銃である9ミリ・グロック19半自動拳銃を、バージニア州ロアノークにある免許を受けた重火器販売店であるRoanoke Firearmsから購入した。
チョは２度の身元調査に通過することができ、また、販売店に対して彼のグリーンカードを提示することで2丁の拳銃の購入を正常に完了することができた。彼のバージニア州運転免許証は合法な年齢であることや、バージニア州での居住年数を証明し、また、小切手帳は彼の住所を証明した。加えて、2丁めの拳銃の購入には1丁めの購入から30日間経っている必要があった。彼は身辺調査の質問項目において、バージニア州の裁判所が彼に精神病院での外来治療を命じていたことを開示しなかったことで、2丁の拳銃を何事もなく購入することができた。
2007年3月22日、チョはアイダホ州のElk Ridge Shooting SuppliesからeBayを通じてワルサーP22拳銃用の10ラウンドマガジンを2つ購入した。チョのeBay購入履歴を対象とした、予備的なコンピュータ・フォレンジックス調査では、調査官らはチョが2007年3月23日に他の銃付属品を扱うeBay販売者からさらに10ラウンドマガジンを購入していたかもしれないと考えている。
チョはまた、防衛用の装備を身につけていない対象に対して、軟部組織において膨張することでフルメタルジャケット弾より大きな組織損傷を与える被覆ホローポイント弾を購入していた。犯行声明と共に、チョは後にホローポイント弾の写真を「あなた方が私に与えてきたクソどもを、ホローポイント弾とともにあなた方にお返ししよう」とキャプションを添えてNBCニュースに送付している。

#### 動機
調査の過程で、警察はチョが"rich kids（金持ちの子ども）"、"debauchery（放蕩、淫逸など）"、そして、"deceitful charlatans（嘘つきの詐欺師）"を批判するメモを彼の部屋から見つけた。メモの中で、チョは繰り返し「あなた方が私にこうさせた」と書いている。初期の報道は、彼が同期生であるエミリー・ヒルシャーに執着しており、彼女が彼の告白を拒否した後に激怒していたと推測したが 、司法当局の調査では、ヒルシャーがチョを知っていたかどうかは確証がないとされた。
バージニア州の調査委員会は、NBCに送られた郵便物の中身を踏まえて、チョは「自分の動機を知ってもらいたかったようだが、それらの大部分は一貫性に欠け唐突であり、なぜ彼がそこまで強い敵意を抱いたのかは依然不明である」述べた。

### 事件の余波

#### 事件の捜査
司法当局の捜査官は弾道検査を用いて、バージニア工科大学のキャンパス内のウエスト・アンブラー・ジョンストン学生寄宿舎とノリス・ホールでの銃撃の際に、チョがグロック19拳銃を発射したと判断した。警察の捜査官は、鑑識によりその場に少なくとも17個の空の弾倉が見つかったことから、チョが殺戮の合間に170発以上の弾丸を発射したと明らかにした。捜査の間、連邦司法当局の捜査官は、チョが殺戮で使用したワルサーP22とグロック19の拳銃の双方において、違法にシリアルナンバーが削られているのを発見した。捜査官はまた、キャンパスから40マイルほど離れたバージニア州ロアノークの射撃場で、チョが3月下旬に射撃の練習をしていたと述べた。FBIの元捜査官でABCニュースのコンサルタントは「これは行き当たりばったりの犯罪ではない。彼は銃乱射に先立って、数か月にわたってこのことを考え続けてきたのだ」と述べた。
FBIがチョのクレジットカードの取引履歴を追跡したところ、チョが銃乱射の1か月前にエスコート・ガール（デリバリーヘルスに近いが、性行為を伴うとは限らない形態）に金銭を支払っていたことがわかった。エスコート・ガールは彼女とチョはバージニア州ロアノークのモーテルで会ったと述べた。彼女はチョのために踊った後、15分後にその場を去ろうと決心したと言った。しかし、チョは彼女に1時間分の金銭を支払ったと言い、去ることを認めなかった。彼女がもう一度踊り始めると、その後チョは彼女の身体に触り、「押し倒そうと」したため、彼女はチョを押しのけた。すると、チョは彼女が帰ることを認めたという。彼女はチョを「バカ」で、「おどおどして」おり、「引っ込み思案」だと説明した。

#### チョの医療記録の調査
調査においては、チョが裁判所命令により精神科で治療を受けていた問題が、その成果を判断するために再び調査された。バージニア州の調査委員は、チョの医療記録を調査した後に、チョが義務づけられた外来患者としての精神科治療に一切従っていなかったことを知った。また、調査委員らは裁判所もバージニア州ブラックスバーグの公設の精神科であるニュー・リバー・バレー・コミュニティ・サービスのどちらも、チョが命令を遵守しているかを判断するために彼の問題を監視していなかったことを明らかにした。チョの問題についての疑念に対して、ニュー・リバー・バレー・コミュニティ・サービスは、「当機関は裁判所命令において彼に医療を提供する機関として名前が上がっておらず、その責任はチョが裁判所命令の後に治療を降りてしまった点のみにある」と主張した。加えて、バージニア工科大学クック・コンサルティング・センターの院長クリストファー・フリンは、チョが外来患者として精神科治療を受けることを要求したため、裁判所はチョに医療機関を通知しなかったと説明した。フリンは加えて、「裁判所が外来治療を受けるように誰かに義務命令を与えるとき、その命令は、公的なものでなく、個人的なものである。...このような場合に精神病患者が支援を受けられるかを保証する責任があるのは、...その精神病患者だけだ」と述べた。
バージニア州法がコミュニティ・サービス局に、局が精神病患者に「特定の治療またはプログラムを推奨し」、「その患者の法遵守を監視する」と要求しているにもかかわらず、結果としてチョは裁判所命令による外来患者としての精神科治療の法的義務を回避した。また、裁判所に関していえば、バージニア州法は、もし外来患者として精神科治療を受ける裁判所命令に従わない者がいれば、その者を裁判所に召還し、「そして、もし、未だに危険な状態であれば、180日間までの精神病棟への入院を命ずることができる」と定めていた。2005年12月14日の外来患者として精神科治療を受けるとする命令に従わない理由を説明するために、チョが法廷に召還されることは一度もなかった。
調査委員会はチョの医療記録を数週間にわたって要求し続けたが、プライバシー法によって、バージニア工科大学はチョの死後にであっても、彼の家族の許可なしにそれらを開示することを禁止されていた。委員会は召喚令状を用いて彼の記録を入手しようと検討していた。2007年6月12日、チョの家族は委員会に彼の医療記録を開示したが、それは委員会がその記録では十分でないと以前より言っていたものだった。委員会は裁判所命令によって追加情報を得ることとなった。チョは銃乱射事件以前、何年も抗うつ剤のパロキセチンを処方されていたが、事件の一年前に処方から外されていた。後に行われた司法解剖に伴う薬物検査では、銃乱射事件時のチョの体からは向精神薬もいかなる違法薬物も検出されなかった。
2009年8月に、バージニア工科大学は2009年7月に新たに見つかった医療記録とともに、チョの医療記録を一般に公開した。

#### 調査委員会の報告書
銃乱射事件の余波の中で、バージニア州知事のティム・ケインは、キャンパスでの銃乱射事件の調査を行い、約2・3か月後にその成果を報告書として提出させる予定の委員会を開催した。ケインは元国土安全保障省長官のトム・リッジを委員会に招き、「チョの精神病歴と悲惨な事件に対する警察の対応について調査」させた。バージニア工科大学銃乱射事件に関する緊急対応を調査し、分析することを支援するために、ケインはコロンバイン高校銃乱射事件が調査された際と同じ企業を採用した。
委員会の最終報告書は20ページ以上をチョの精神病歴を詳細に記述することに費やしている。報告書はバージニア工科大学の教員や管理者、メンタルヘルスに携わる職員が、学部3年に始まるチョの精神の不安定さを示す警告サインである数多くのインシデントから、「点と点をつなぐ」ことに失敗したとして批判している。報告書は、大学のメンタルヘルス制度が「リソース不足、プライバシー法の誤った解釈、そして、他力本願の性質によって機能していない」と結論づけた。報告書はバージニア州の精神衛生法に「不備があり」、その精神衛生サービスは「不十分である」と述べた。また、報告書は、バージニア州の不十分な身元調査要件によって、チョが連邦法に違反しつつも2丁の銃を購入できたと認めた。
報告書の補遺は2009年の11月に公表され、さらに、補遺を更新した版が同じ年の12月に公開された。
また、委員会の詳細な調査記録が2017年に開示された。

#### チョの家族の反応
チョの姉は、彼の家族の代表として声明を用意し、弟の行動ついて公的な場で謝罪した。加えて、犠牲者と殺された、あるいは負傷した犠牲者の家族に祈りを捧げた。「これは私が共に育ち愛した人間だが、今はこの人間を知らなかったように感じる」と彼女はノースカロライナ州の弁護士を通じて述べている。また、彼女は「私たちは彼に著しい暴力の才能があったなどと想像できたことは一度も無かったのです。」とも述べた。チョの祖父は「私の孫のスンヒはとても引っ込み思案で、彼がそんなことをしたなんてとても信じられない」と述べた。
殺戮から1年の節目となった2008年の記事では、ワシントン・ポスト紙がチョの家族を追跡し、殺戮から数か月間は隠れ続けており。後に徐々に家に戻り、「仮想的に家族が世界から切り離された」ように暮らしていると報道した。彼らの家のいくつかの窓は紙で覆われ、描かれたブラインドによって残りは覆われた状態となっている。彼らの家の唯一の外との連絡口は割り当てられたFBI捜査官と弁護士が共に管理しており、韓国からの彼ら自身の親戚の訪問さえも拒絶している。

## NBCニュースに送付されたメディア
4月16日に行われた二度の銃撃の間に、チョはバージニア工科大学のキャンパス付近の郵便局を訪れており、そこでチョは、DVDの入った小包をNBCニュースのニューヨーク本社に郵送していた。DVDには、動画、写真、そして彼がなぜ事件を起こしたのか説明する声明文が含まれていた。この郵便物は4月17日に受け取られることを意図されていたようだったが、郵便番号と住所に誤りがあったため、1日遅延して配達された。

### "Ishmael"
USPSの速達封筒に書かれた差出人の名前は、NBCニュースによると、"A. Ishmael"（または、ニューヨーク・タイムズによれば"Ismael"）であった。NBCニュースによれば、"Ismail Ax"（あるいは、ABCニュースによれば赤インクで書かれた"Ismail-Ax"、タイムズ誌によれば赤インクで書かれた"Ismail Ax"）という言葉は、チョの片腕に殴り書きされていたという。郵便が届いて数日たたずに、インターネット上ではチョの腕に書かれた'Ismail Ax'という言葉や、差出人名であった "A. Ishmael"、内容物に書かれていた"axishmiel"の意味を推測する試みが盛んに行われた。
一つの仮説では、"Ismail Ax"は「神の怒り」を意味しているとする。この説は、イスラームにおける、イシュマエルの父たるアブラハムが、偶像崇拝を禁止するために彼の斧(en: Ax)で偶像を破壊した故事や、神がアブラハムに罪のないイシュマエルを犠牲にするように命じたという故事に基づいているとする（イサクの燔祭も参照。キリスト教ではアブラハムが神に捧げた子はイサクであるとされるが、スンナ派の大多数ではイシュマエルであるとされている）。しかしながら、チョがムスリムであったという事実は一切報道されておらず、彼は声明の中で、キリスト教の言葉で自身を紹介し、キリストの磔刑について言及している。
別の"Ismail-Ax"という名前への仮説は、ドラム・ハドリーの詩、"The Goat Ranchers"を参照しているという説である。この詩は"Ishmael's Ax"について言及している。他の仮説では、"Ishmael"、"Ishmael Ax"、そして、"axishmiel"は、ハーマン・メルヴィルの小説『白鯨』の語り手であるイシュメイルから取られている、あるいは、ダニエル・クインの同名タイトルの小説に登場するIshmaelと名付けられた人類を考察するゴリラに由来しているとする。また、Ismail Axという名は、ジェイムズ・フェニモア・クーパーの『The Prairie』に登場する英雄であるIshmael Bushを意味しているともいわれている。
あるいは、"Ishmael"、並びに、"Ishmael Ax"、"axishmiel"は、トルコの大学で反社会的行動やや自殺行為についての精神医学を研究する、Ismail Ak教授を指しているとする説もある。他の提案の中には、塩を畑に撒き、作物を実らなくさせるという古代の故事（塩土化）に言及したボブ・マリーの歌であるSmall Axeや、携帯電話に電子メールを転送できるサービスである"AxisMail"のアナグラムであるというものもあった。また、ウェブスター辞典において"Ishmael"は、"exile"あるいは"outcast"（どちらも「追放者」や「のけ者」という意味）と紹介されることを参照し、"Ismail-Ax"を説明するものもある。別の説では、"Ismail Ax"はXboxLive (XBL)のハンドルネームであったとするが、そのようなハンドルネームはXBL内の検索で当時見つけることはできなかった。
NBCニュースに送信されたチョのPDFの中で、チョは以下のように表明している。

Children of Ishmael, Crusaders of Anti-Terrorism, my Jesus Christ Brothers and Sisters - you're in my heart. ... I saw 〔ママ〕 we take up the cross, Children of Ishmael, take up our guns, and knives and any sharp object, and spare no lives until our last breath and last ounce of energy. ... I am Ax Ishmael. I am the Anti-Terrorist of America.
（訳文）
イシュマエルの子、反テロリズムへの十字軍、私のイエスキリストの兄弟姉妹――あなたは私の心の中にあり・・・私は見た、私たちが十字架を背負ったイシュマエルの子であることを。私たちの銃を取れ、ナイフを、どんな鋭利なものも取れ。私たちが最後の1オンスの力を出し切り、最後の息を吐くまで、命は惜しまない。私はAx Ishmael。私はアメリカの反テロ主義者だ。

### 内容の公開
2007年4月18日に郵便物が届いてすぐにNBCは当局に連絡を取り、そして、受け取った内容の一部を公開するという物議を醸した決断を下した。送られた写真や動画から切り取られた画像が多数のニュース報道で放送された後、バージニア工科大学の学生と教員、銃乱射事件の犠牲者の親族の間では、報道がチョの殺戮を賛美する模倣犯を生み出しかねないと懸念することを表明した。犯行声明やビデオの画像・写真の報道は銃撃事件の影響をより近くで受けた多くの人々を動揺させた。チョの銃撃によって殺された学生の一人であるマリー・リードの父であるピーター・リードは、マスメディアに対してチョの犯行声明の報道をやめるように要求した。
動画や画像、犯行声明を受け取った警察当局は、チョの郵便に含まれる内容からチョが殺人を犯した理由を知り、理解することには限界があると結論づけた。その内容を分析したミシェル・ウェルナーは、チョの演説からは殺戮のきっかけとなったかもしれない精神病に関する知見をほとんど得られないと考えている。ウェルナーは「これらの動画は私たちがチョを理解する役には立たない。それらは彼を歪めている。彼はおとなしく、寡黙であった。これは彼がクエンティン・タランティーノのキャラクターになろうとした彼のPRテープなのだ」と述べた。
2007年4月24日のオプラ・ウィンフリー・ショーの中で、NBCニュースの社長であるスティーブ・キャプスは、NBCは受け取った25分の動画のうち2分20秒、23ページにわたる著述のうち37文のみを放映すると決定したと述べた。

### 内容
チョの郵便物にはNBCが「マルチメディア・マニフェスト」と呼ぶDVDとPDFファイルを印刷したものが同梱されていた。印刷されたPDFファイルはDVD内に"axishmiel"と名前がつけられ保存されている。その1800単語、23ページにわたる犯行声明ファイルのほかにも、43枚のチョの写真や、Microsoft Wordファイル、6分のオーディオ.aviファイル、そして27本のQuickTimeビデオクリップがDVDに含まれていた。
そのPDFは4月16日の午前7時24分に最終編集されており、すなわち、数分後にチョははじめの2人の犠牲者を撃ち殺し、そして約2時間後には次の殺戮を行ったことになる。Microsoft Wordファイルは犯行声明の2節の下書きであり、それらの2文書はチョが比較的早期に書いたもので、一つは4月13日の午後3時45分に、もう一つは4月15日の午前8時22分に最終編集されたものだった。単独の.aviファイルは、チョが犯行声明を読み上げるもので、"letter1"とタイトルがつけられていた。これはよりは早期に作成されたもので、虐殺のちょうど6日前である、4月10日の午前9時40分に録音されていた。27本のQuickTimeビデオは合算して24分の長さであり、長さは16秒から6分のものまであった。それらのビデオクリップのタイトルは様々であり、また内容と一致しているとは言いがたい。例えば、"all of You"、"am al qaeda"、 "anti terror"、"as time appr"、"blood of inno"、"congrad"、"could b victim"などである。それらは、迫害されていると感じ、世界は自分に敵対しており、自分は個人的なテロリズムの被害者であると感じる、怒った若い男が乱暴な言葉を発するものであった。5本のビデオは"end"、"end 1"、"end 2"、"end car"、"end some life"と題名がつけられ、またこれら5本は最後に記録されたものであり、おそらく2回の銃撃の合間に録画されたとみられている。これらの5本の動画の中で、チョはバージニア工科大学の学生を"brats（悪ガキ）"と"snobs（インテリ）"に2分し、前者を"Mercedes（メルセデス）"後者を"trust funds（信託基金）"と名指ししているようにみえるが、直接学生を名前で名指しすることはない。
彼は犯行声明の中で、チョはコロンバイン高校銃乱射事件のエリック・ハリスとディラン・クレボルドに言及し、また、彼になされた不特定多数の過ちに対する怒りを表明しながら、快楽主義とキリスト教について言及している。
MSNBCの司法特派員であるピート・ウィリアムは、チョは論理的な統制を欠いていたと述べた。また、動画の中でチョはキャンパスの詐欺師（charlatan）、あるいは、"rich kids（金持ちの子ども）"、物質主義、快楽主義の欺瞞を罵っており、「あなたが可能だからといって、あなたのできる限りの苦痛を私たちの人生に注入したいと望んでいたのか？」と言う。
ビデオの1本でチョは、「自分は小言を言われるか、そうでなければ、傷つけられるかであった」と繰り返し言い、

You have vandalised my heart, raped my soul and tortured my conscience. You thought it was one pathetic more life you were extinguishing. Thanks to you, I die like Jesus Christ, to inspire generations of the weak and the defenseless people.
（訳文）
あなた方は、私の心を荒らし、私の魂を強姦し、私の良心を拷問した。あなた方は、あなた方が消し去ろうとしたのは、哀れな一つの命に過ぎない思ったのだろう。皆さんに感謝する、私はイエス・キリストのように死ぬのだ。何世代もの弱く、無防備な人々を促すために。

他の箇所では、チョは「エリックやディランのような殉教」について述べている。またチョは動画において、「あなた方は私をただ一つの選択肢しか与えられない窮地に追い込んだ」と述べる。
チョのルームメイトの一人であるカラン・グレウォールは、チョのビデオが撮影された場所は「私たちが毎日たむろしていた（寄宿舎の）共用部と全く同じように見える。確証は持てないが、壁は私たちのスイートにそっくりだ」と述べた。

## 文芸活動
バージニア工科大学の報告書によれば、チョは文芸活動、特に詩を作ることを好んでいたようだ。彼の姉は、チョが文学や詩、作家になる方法の指南といった本を山のようによく家に持ち帰っていたと言う。また、家族はチョが文芸活動に情熱を燃やしたことについて、彼が本当に熱中できる何かを見つけたことに非常に驚いたと述べた。彼はコンピュータをもちいて文芸活動に何時間も費やしていたが、姉に作品を見せることを拒否していた。一度だけ姉は彼の作品を読む機会があったが、それは「少年と想像上の友人」についての話だった。彼女曰く、「それは不慣れな文章ではあるが、おかしなものではなかった」という。大学では、チョは英文学専攻長であるルシンダ・ロイに、彼の本を出版するために、出版社や仲介者を紹介して欲しいと手紙を書いている。その中でチョは、「私の小説は相対的に短いが、それを読めばトム・ソーヤーの冒険のようなものが、本当に愚かで哀れに見えるだろう」と自分の作品を説明した。また、2004年にチョは出版のアイデアをニューヨークから出版社に送ったが、出版社はそれを拒否した。この出来事は彼の創作意欲を大きくそぐことになった。

### 戯曲
以前のクラスメイトかつ、銃乱射事件当時AOLで働いていたイアン・マクファーレンは、AOLにチョによる"Richard McBeef"と"Mr. Brownstone"の2本の戯曲を提供した。イアンはこう説明している。「戯曲執筆の講義は講評が主要な部分を占めており、私たちは一幕物の戯曲を書き、次の講義の際にコメントして貰えるよう、クラス全員に宛ててBlackboardというオンライン・リポジトリに投稿していた」AOLは公式の声明で、チョの戯曲の真正性は、それらがネット上に投稿される前にAOLが確認したとしている。

#### Richard McBeef
2006年、課題としてチョは"Richard McBeef"と題した戯曲を書いた。この戯曲はボート事故で父親を亡くした13歳のジョンという少年と、ジョンの継父であり、元サッカー選手であるリチャード・マクビーフ（ジョンは彼をDickと呼ぶ）に焦点を当てている。ジョンは半ば一方的にリチャードを嫌っており、朝食時にリチャードは、両者が父と子として適切にコミュニケーションをしようと試みる。その際にリチャードがジョンの膝を触った時、ジョンは突然リチャードがジョンを児童性的虐待したと主張する。そしてジョンはさらにリチャードがジョンの実の父親を殺したと訴え、自分がリチャードを殺すと何度も言う。リチャードとスー（ジョンの母親）は即座に口論となり、スーがチェーンソーでリチャードを襲うなどしたため、リチャードは車内に逃げるが、ジョンはリチャードが彼を虐待していると繰り返すにもかかわらず、リチャードと共に車に乗り、リチャードをしつこく苦しめ続ける。この戯曲はジョンがリチャードの喉にバナナ味のグラノーラ・バーを強引に押し込もうとすると、これまで受け身であったリチャードが、純粋な冒涜されたという感情、怒りによって、ジョンに「致命的な殴打」を加えて終わる。

#### Mr. Brownstone
2つ目の戯曲である"Mr. Brownstone"は上記とは別の講義で、課題として書かれたものである。チョは3人の17歳の少年少女（ジョン、ジェーン、ジョー）について、３人が彼らの数学教師である45歳のブラウンストン先生に対する深い憎しみを議論しながら、カジノの中で座っている様子を描写している。3人の登場人物は”ass-rape”という言葉をもちいて、ブラウンストンが彼らを性的虐待していると主張する。ジョンは１つのスロットマシーンから数百万ドルの大当たりを叩きだし、同時にブラウンストンは生徒らを一斉に冒涜するために、カジノ職員に３人の若者は未成年かつ違法に当たりくじを入手したと通報する。ブラウンストンはさらに、カジノ職員に、未成年者たちは自分からチケットを盗んだのだから、本当にジャックポットに勝ったのは自分であると伝える。"Mr. Brownstone"はガンズ・アンド・ローゼズのヘロインに関する歌のタイトルでもあり、チョの戯曲の1ページは、この曲の歌詞で構成されている。

### 短編小説
バージニア工科大学銃乱射事件の約1年前、チョは2006年の春セメスターの講義である「短編小説入門」の講義の課題において別の作品を執筆している。チョは作品の主人公によって計画された学校における大量殺戮について書いているが、最終的に主人公がその計画を遂行することはない。事件当初バージニア工科大学は、チョの著作すべてをバージニア州の調査委員会に提出する手はずだったが、この講義で書かれたチョの小説を提出しなかった。そのため、当初調査委員会はこの作品を認知していなかった。
この短編では、チョはバドという登場人物によってバージニア工科大学銃乱射事件と類似する物語を書いている。調査委員会の委員であるマーカス・マーティンはこの話を以下のようにまとめている。「チョはバドという登場人物について話していると書き、いつもよりも早くベッドから出てくる、バドの生活の朝の場面を描く。バドは黒いジーンズとストラップと多くのポケットのついた黒いベスト、黒い帽子、大きな暗いサングラス、薄っぺらなジャケットを着ている。学校において、バドは笑い合い、抱き合っている生徒たちを観察する。少数の生徒はバドと目が合うが、彼らは特にバドに意識を向けない」物語の中で、チョはバドにこう話させている。「だから僕はこれを憎んでいるんだ。これらの全ての欺瞞を憎んでいるんだ。僕は自分の人生を憎んでいる。この時が来た、この時が来たんだ。くそみたいなお前らが僕とともに死ぬときが」そして、バドは教室に入る場面では、「教室にいる皆は、まるで、バドは絶対に経験できないが、すべての人間の本質的な性質である魔法のようで魅力的な存在であり、いわば、地上の楽園にいるようにほほえみ笑いあっている」とチョは書いている。物語の中で、バドは「このクソみたいな学校の全員を殺すのは忍びない」と言い、物語はバドとゴシックな少女が彼女の家にいる場面で終わる。
作品に関する情報が浮上すると、調査委員会はその時に、バージニア州警察と大学当局のみが未発表の小説のコピーを保有していることを知った。州警察はこのことについて、警察は小説のコピーを保有しているが、進行中の捜査に関わる資料であるために、バージニア州法の定めによって調査委員会に開示することができないと述べた。
一方でバージニア工科大学は小説の存在を認知しており、銃乱射事件の余波の中で、その内容について議論していた。当時のバージニア州知事であるティム・ケインは、「バージニア工科大学はチョの著作全てを調査委員会に引き渡すはずだった」と述べた。
調査委員会のメンバーが小説の欠如について苦情を申し立てた後、2007年の8月25日にバージニア工科大学は小説のコピーを調査委員会に公開することを決定した。調査委員会はチョが小説執筆の講義で書いた原稿を受け取ったが、その正確な内容は一般に公開されていない。

### 作品への反応
バージニア工科大学の戯曲執筆を担当する教授であるエドワード・ファルコはチョが彼の講義で書いた2つの戯曲を認知していた。ファルコは２つの戯曲について「それらは良い戯曲ではない。しかし、それらは少なくともコミュニケーションの形式を満たしている。また、ほかの学生の戯曲に対するチョのコメントはきわめて明晰なものだった」と述べた。チョを指導した別の教授は、チョの作品は、「スラップスティック・コメディ」と「暴力の要素」で構成され、「非常に青臭く」「愚か」であると評した。
クラスメイトは、「チョの戯曲は本当に病的でグロテスクであった」と考えている。あるクラスメイトは「私たちは講義の前後に彼の作品についてのジョークを言っていた。彼の作品はとても現実離れしており、シュールで、笑わずにはいられなかったから。それらは現実的だったり誠実だったりすることは決してなく、私たちは笑わずにはいられなかった、いわば、一体どんなやつがハンマーやチェーンソーを周りに投げるのだろうか。それでも、私たちは常にチョが何かをするのを待ち、彼がしたことが耳に入るのを待ち、ジョークを言っていた」と言う。チョの以前のクラスメイトであったイアン・マクファーレンは「私たちがチョの戯曲を読むとき、それは悪夢を越えた何かのようだった。それらの戯曲は本当に歪んでいて、私が今まで想像したことがないような武器を用いたぞっとする暴力描写を含んでいた」とコメントしている。また、チョと同じ講義を受けていた先輩であるスティーブン・デイビスは、Richard McBeefを読んだあとに、彼のルームメイトに目を向け、「やつは歩いて教室に入り、銃撃を始める男の類いだ」と言ったと主張する。同じ講義の別の学生であるアンナ・ブラウンは、時々彼女の友達と、チョは「ひょっとしたら大量殺人を起こすような男の類いだ」と冗談を言っていたという。
CBSニュースは、2002年のアメリカ合衆国シークレット・サービスの研究を引用して、「チョ・スンヒの暴力的な記述と孤独な状況は、シークレット・サービスが考える銃撃犯の人物像に一致している」と述べている。この研究はコロンバイン高校銃乱射事件の後に行われたもので、暴力的な記述は最も典型的な学校銃撃犯の特徴であると言及されている。シークレット・サービスはこの研究を以下のように結論づけている。「学校銃撃犯の最大のグループは彼らの著作、例えば、詩やエッセイ、投書の中で暴力への興味を表明している」一方で学校銃撃犯は、他の暴力的なメディアへの興味が一般よりも低いという。
YouTubeのユーザはRichard McBeefを翻案した映画を作成している。また、サムシング・オーフル・フォーラムは、"CliffsNotes"にRichard McBeefを解説するパロディ記事が投稿された。

## 死後の影響

### バージニア・テレビクルー射殺事件
2015年8月26日にニュース番組の生放送中に記者2名を殺害したヴェスター・リー・フラナガンは、彼がABCニュースに送った犯行声明の中で、チョと同じようにコロンバイン高校銃乱射事件のエリックとディランを称賛した後、「私はチョ・スンヒにも影響された」「彼はエリック・ハリスとディラン・クレボルトの約2倍稼いだ」とチョを称賛した。また、フラナガンが犯行に用いた銃は、チョと同じグロック19とホローポイント弾であった。

### 韓国での影響
2015年に意図して教室に放火した（死者は出なかった）韓国の10代の若者は「チョ・スンヒのような記録を残したかった」と述べた。
2015年に韓国のインターネットユーザーはバージニア工科大学銃乱射事件を美化し、チョを「チョ将軍」と愛称をつけて呼んだ。2017年にアメリカのアジア人差別に由来するユナイテッド・エクスプレス3411便乗客強制排除事件が報道された後には、韓国のインターネット上の多くの人々がチョを賞賛し、「チョ将軍が恋しい」などと書き込んだ。この呼称は2014年にDCインサイドのフォーラムにおいて、バージニア工科大学銃乱射事件を「バージニアの戦い」、チョを「チョ将軍」と呼ぶアイデアが投稿されたことに由来している。フォーラムではチョが白人至上主義者の韓国人に対するレイシズムに対抗するヒーローとして賞賛されており、敬称である「将軍」は、チョが一人だけで多数の人々を殺害したことから、彼を天才戦術家とみなすアイデアを発端としている。長年にわたって、チョは、韓国のインターネットユーザーがさまざまな場面において、韓国人差別と認識した事柄への抵抗の象徴となってきている。

## 関連文献
- Roy, Lucinda (2009). No right to remain silent: the tragedy at Virginia Tech. New York: Harmony Books. ISBN 978-0-307-40963-8. OCLC 233939406
- Song, Min Hyoung (2 2008). “Communities of Remembrance: Reflections on the Virginia Tech Shootings and Race”. Journal of Asian American Studies 11 (1):  1–26. doi:10.1353/jaas.2008.0006.
- Yang, Wesley (2009). “The Face of Seung-Hui Cho”. Creative Nonfiction (37):  99–120. ISSN 1070-0714. JSTOR 44363543.
- Murray, Jennifer L. (1 2017). “Mass Media Reporting and Enabling of Mass Shootings” (英語). Cultural Studies ↔ Critical Methodologies 17 (2):  114–124. doi:10.1177/1532708616679144. ISSN 1532-7086.
- “Virginia Tech marks 10 years after shooting that killed 32”. Associated Press News (2017年4月17日). 2022年3月28日閲覧。
- “Virginia Tech shooting | United States history” (英語). Encyclopædia Britannica. 2021年11月22日閲覧。